# Nieuwe Weme
Nieuwe Weme was een Nederlandse supermarktketen, met vestigingen in Friesland, Groningen, Drenthe, Flevoland en Overijssel. 
Gerardus Johannes Nieuwe Weme opende in 1905 in Enschede een bakkerij op de hoek van de Walhofstraat, Drienerweg en Deurningerstraat. Deze winkel vormde hij om tot kruidenierszaak. Zijn zoon Bernard nam deze over en zijn kleinzoon Gerard maakte er een supermarkt van. Een andere zoon van Gerardus Johannes, Leo, kocht in 1946 een kruidenierszaak in Heerenveen, wat het begin was van de supermarktketen. Onder directie van Leonardus Jozef en later onder leiding van diens zoon Gerardus J.M., groeide het bedrijf uit tot een in het noorden sterk vertegenwoordigde supermarktketen met 38 vestigingen. Later ging ook de winkel in Enschede (eigendom van neef Gerard, zoon van Bernard), op in de te Heerenveen gevestigde keten. In 1981 werd Spijkerman BV uit Meppel overgenomen dat vijf filialen telde. In 1989 kocht Nieuwe Weme het Groninger supermarktbedrijf Dreize. In 1996 verkocht de familie de onderneming voor 180 miljoen gulden aan Groenwoudt, dat op zijn beurt in 2000 werd overgenomen door Laurus. Hetzelfde jaar werden vrijwel alle winkels omgebouwd tot Konmar. Door de mislukte ombouw zijn in 2001 de meeste winkels omgebouwd naar Super de Boer. Inmiddels zijn deze winkels omgebouwd naar Jumbo of PLUS supermarkten
De eerste vestiging van Nieuwe Weme in Enschede ging bij de vuurwerkramp van 2000 in vlammen op.

## Filialen
Er waren 38 filialen toen de keten ophield te bestaan:

### Drenthe
- Hoogeveen - Beukemaplein 8-12
- Hoogeveen - Griendtsveenweg 20 A
- Klazienaveen - Langestraat 132
- Meppel - Het Vledder
- Meppel - Rembrandtlaan 12
- Meppel - Woldstraat 68
- Roden - Heerestraat 92

### Flevoland
- Emmeloord - Abelenlaan
- Swifterbant - Zuidsingel 42
- Marknesse - Breestraat 29

### Friesland
- Dokkum - Hantumerweg 14
- Drachten - Raadhuisplein 75
- Drachten - Moleneind Zz 65
- Gorredijk - Badweg 24
- Harlingen - Spoorstraat 1
- Heerenveen - Gedempte Molenwijk 24
- Joure - Geert Knolweg
- Leeuwarden - Harlingerstraatweg 34
- Leeuwarden - Van Loonstraat
- Leeuwarden - Emmakade 168
- Sneek - Normandiaplein 4
- Wolvega - Markt 31

### Groningen
- Groningen - Meeuwerderweg Groningen
- Groningen - Kerklaan
- Groningen - Linnaeusplein
- Groningen - Gijzelaarslaan
- Groningen - Savornin Lohmanlaan
- Groningen - Claremaheerd 45
- Groningen - De Mérodelaan
- Groningen - Rijksweg 129a
- Groningen - Westersingel 2
- Winschoten - De Venne 132

### Overijssel
- Enschede - Walhofstraat 2
- Enschede - Beltstraat 50
- Ommen - Markt 24
- Raalte - Domineeskamp 10
- Vroomshoop - Linderflier 27
- Zwolle - Veemarkt 20